# Harmothoe anoculata
Harmothoe anoculata är en ringmaskart som först beskrevs av Hartmann-Schröder 1975.  Harmothoe anoculata ingår i släktet Harmothoe och familjen Polynoidae. Inga underarter finns listade i Catalogue of Life.